# IMI Galil
Galil là một dòng súng công kích của Israel do Yisrael Galili and Yaacov Lior thiết kế vào cuối thập niên 1960 và được công ty Israel Military Industries Ltd (nay là Israel Weapon Industries Ltd) chế tạo từ đầu thập niên 1970.
Galil được thiết kế dựa trên RK 62 của Phần Lan, mà RK 62 lại được dựa trên thiết kế của AK-47. Galil đã vượt qua M16A1, Stoner 63, AK-47 và HK33 để giành chiến thắng trong cuộc thi thiết kế súng của Lực lượng Phòng vệ Israel. Từ năm 1972, Galil được chính thức chấp nhận trang bị cho lực lượng này và thay thế cho FN FAL.
Có bốn loại Galil cơ bản, đó là loại tiêu chuẩn AR (súng công kích), loại carbin SAR, loại thu nhỏ MAR, và loại súng máy hạng nhẹ ARM.

## Các quốc gia sử dụng
- Israel
- Việt Nam (tự sản xuất bởi giấy phép của Israel)
- Colombia Galil ACE
- Ấn Độ
- Thái Lan
- Hàn Quốc
- Đài Loan
- Singapore
- Indonesia
- Bolivia
- Botswana
- Brasil
- Costa Rica
- Cộng hòa Dân chủ Congo
- Djibouti
- El Salvador
- Estonia Galil AR, SAR, ARM và phiên bản bắn tỉa 7.62mm Galil Sniper GALATZ
- Gruzia Phiên bản bắn tỉa GALATZ
- Guatemala 3.000 ACE
- Haiti
- Ý
- Lesotho
- México
- Nepal
- Nicaragua
- Paraguay Cảnh sát
- Perú
- Philippines
- Bồ Đào Nha 5.56mm AR và ARM
- Rwanda
- Nam Phi
- Nam Sudan
- Swaziland

## Các phiên bản
- Galil AR: Súng trường
- Galil ARM: Súng máy hạng nhẹ
- Galil SAR: Súng cạc-bin
- Galil Sniper: Súng bắn tỉa
- Galil MAR: Súng cạc-bin nhỏ

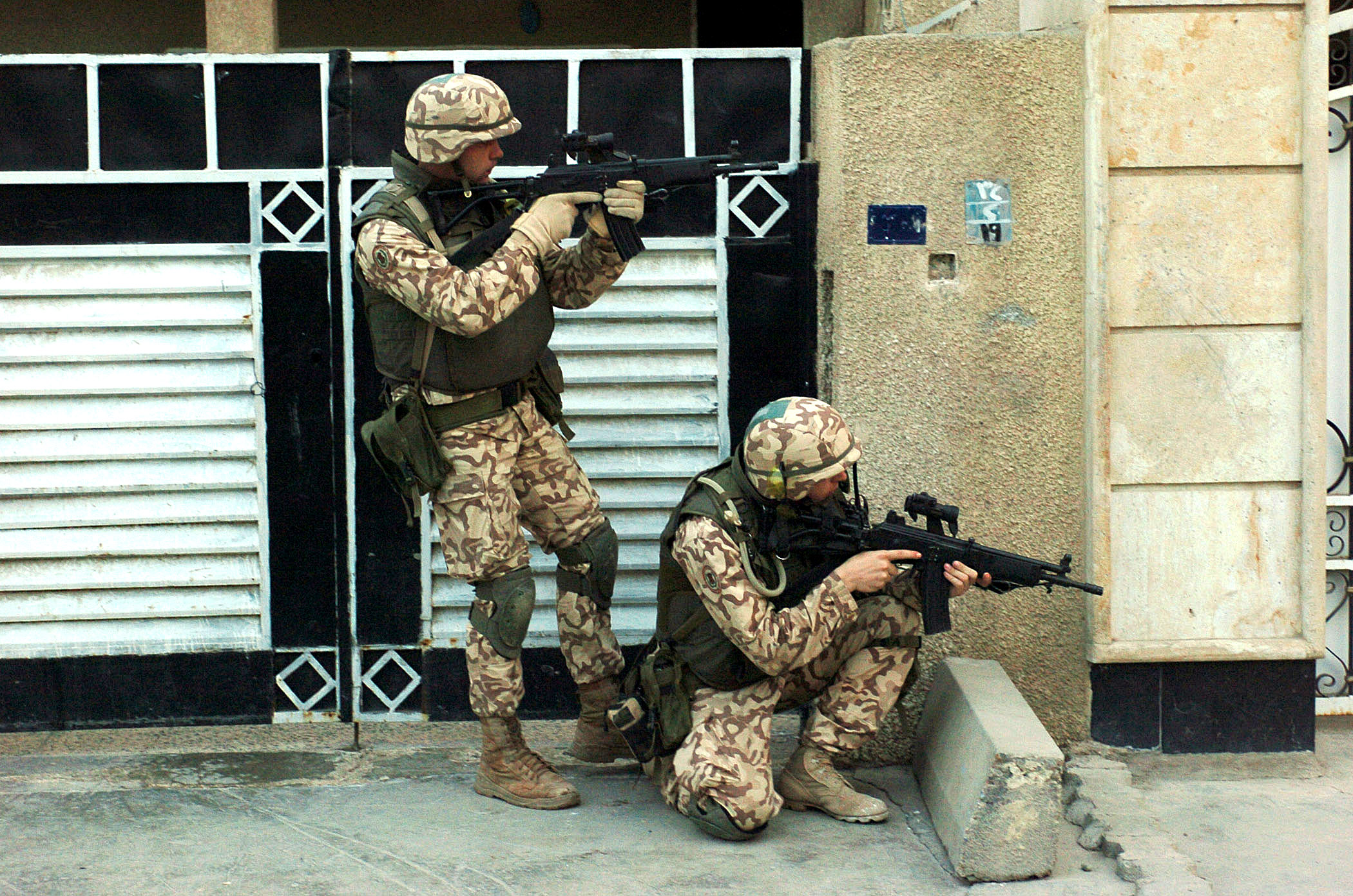
2 lính người Estonia với khẩu IMI Galil Sniper(phiên bản bắn tỉa)

- Galil ACE: Phiên bản hiện đại hóa, trọng lượng nhẹ hơn và có trang bị các thanh răng để gắn các thiết bị hiện đại đi kèm
- Magal
- SR-99